# Kaizer Motaung
Kaizer Motaung (* 16. října 1944) je bývalý jihoafrický fotbalista a zakladatel klubu Kaizer Chiefs FC, v současné době tam dělá výkonného ředitele a předsedu. Má syna Kaizera Motaung Juniora.